# Заноги (Опочецкий район)
Заноги — деревня в Опочецком районе Псковской области. Входит в состав Глубоковской волости.
Расположена к югу от озера Велье, в 31 км к юго-востоку от города Опочка и в 12 км к юго-западу от волостного центра, деревни Глубокое.
Численность населения по состоянию на 2000 год составляла 21 человек.